# Guarani FC

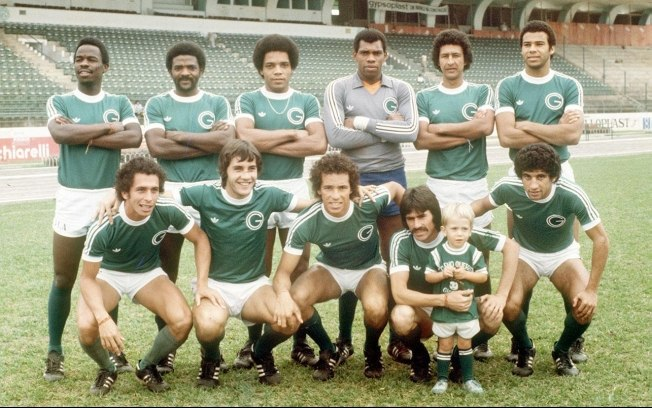
Meistermannschaft von 1978

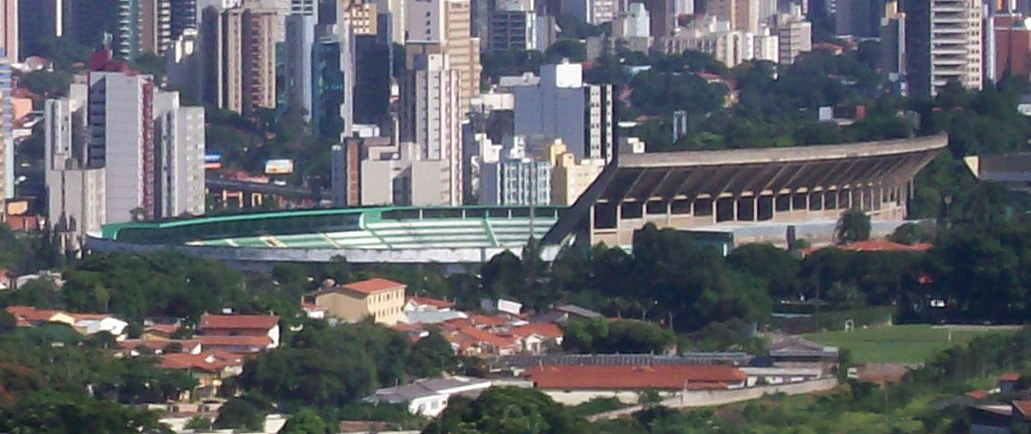
Estádio Brinco de Ouro (2007)

Der Guarani Futebol Clube ist ein Sportverein aus Campinas im brasilianischen Bundesstaat São Paulo, der vor allem für seine Fußballmannschaft bekannt ist. Zu den weiteren Sportarten gehören Basketball, Volleyball, Hockey, Tennis, Schwimmen und Turnen. Die Farben des 1911 gegründeten Vereins sind Grün und Weiß, das Maskottchen ist der „Indio“ Bugre. Bugre ist auch ein allgemein üblicher Begriff für einen Indigenen und zudem der Spitzname des Vereins. Der Guarani FC trägt seine Heimspiele im Stadion Brinco de Ouro da Princesa das rund 32.000 Zuschauer fasst aus. Der Lokalrivale ist AA Ponte Preta. 1978 wurde Guarani als bislang einziger „Hinterlandverein“ Brasilianischer Meister.

## Geschichte
Der Verein wurde am 1. April 1911 gegründet, wenngleich der Verein den 2. April anführt um den üblichen Witzen zu entgehen. Die Benennung ist eine Hommage an die auf dem gleichnamigen Roman von José de Alencar basierende Oper O Guarani, dem Hauptwerk des brasilianischen Komponisten Carlos Gomes, die eine Liebesgeschichte mit indigenem Hintergrund behandelt. Das erste offizielle Spiel fand am 18. Juni 1911 gegen den Sport Club 15 de Novembro, ebenfalls aus Campinas, statt und ging 0:3 verloren.
1950 spielte der Klub erstmals in der höchsten Spielklasse des Staates São Paulo. 1973 wurde Guarani auch erstmals national erstklassig, und spielte bis 2010 insgesamt 29 Saisonen auf höchster Ebene. Nach der Meisterschaft von 1978 unter dem späteren Nationaltrainer Carlos Alberto Silva zog Guarani auch in das weiland in zwei Dreiergruppen abgehaltene Halbfinale der Copa Libertadores 1979 ein, scheiterte dort aber am nachfolgenden Sieger Club Olimpia aus der paraguayischen Hauptstadt Asunción. Miltão von Guarani wurde mit sechs Treffern Torschützenkönig des Wettbewerbes.
Als Vizemeister der Jahre 1986 und 1987 qualifizierte er sich zwei weitere Male für die Libertadores. Nach dem Ausscheiden nach der Vorrunde 1987 qualifizierte sich Gurani im folgenden Jahr als Gruppenerster für die zweite Runde, scheiterte dort aber am CA San Lorenzo de Almagro nach einem 1:1 in Buenos Aires und einer 0:1-Heimniederlage. 1988 und 2012 wurde Guarani zudem Vizemeister bei der Staatsmeisterschaft von São Paulo.

## Erfolge
- Meister: 1978
- 29 Spielzeiten in der Brasilianischen Meisterschaft: 1973–1980, 1982–1983, 1985–1989, 1992–2004, 2010.
- Série B: 1981

## Ehemalige Spieler
- Aílton
- Caio
- Careca
- Deco
- Djalminha
- Elano
- Evair
- Gustavo Nery
- João Paulo
- Jonas
- Jorge Mendonça
- Júlio César
- Luizão
- Márcio Amoroso
- Renato
- Robson Ponte
- Jesús Villalobos Villegas
- Zenon

## Ehemalige Trainer
- 1978–1979: Carlos Alberto Silva
- 1992: Oscar
- 1997: Geninho
- 1997: Muricy Ramalho
- 1998–1999: Carlos Alberto Silva
- 2001: Ricardo Gomes
- 2001: Hélio dos Anjos
- 2000–2002: Carlos Alberto Silva

## Wappen
| Entwicklung des Wappens des Guarani Futebol Clube | Entwicklung des Wappens des Guarani Futebol Clube | Entwicklung des Wappens des Guarani Futebol Clube | Entwicklung des Wappens des Guarani Futebol Clube | Entwicklung des Wappens des Guarani Futebol Clube | Entwicklung des Wappens des Guarani Futebol Clube |
| 1916                                              | 1923                                              | 1927 – 1928                                       | 1929 – 1938                                       | 1938 – 1942                                       | 1942 – 1948                                       |
| 1949 – 1981                                       | 1981 – 1999                                       | 2000 – 2007                                       | 2007 – 2013                                       | 2011 100 Jahre Guarani                            | 2014 – …                                          |
| ------------------------------------------------- | ------------------------------------------------- | ------------------------------------------------- | ------------------------------------------------- | ------------------------------------------------- | ------------------------------------------------- |